# Dagnė Čiukšytė
Dagnė Čiukšytė (* 1. ledna 1977, Panevėžys) je litevská profesionální šachistka, která od roku 2007 reprezentuje Anglii.

## Kariéra
Od roku 2005 žije v Anglii, kterou od roku 2007 reprezentuje. Její mladší sestra Živilė Šarakauskienė (* 1978) je také šachistka. Je nositelkou titulu mezinárodní velmistryně (2006) a titulu IM (2006), v roce 2006 na turnaji v Cappelle-la-Grande splnila velmistrovskou normu(GM).